# NGC 418
NGC 418 est une vaste galaxie spirale barrée située dans la constellation du Sculpteur. NGC 418 a été découverte par l'astronome britannique John Herschel en 1834.

## Caractéristiques
Sa vitesse par rapport au fond diffus cosmologique est de 5 453 ± 19 km/s, ce qui correspond à une distance de Hubble de 80,4 ± 5,6 Mpc (∼262 millions d'al).
À ce jour, trois mesures non basées sur le décalage vers le rouge (redshift) donnent une distance de 56,933 ± 2,721 Mpc (∼186 millions d'al), ce qui est nettement à l'extérieur des valeurs de la distance de Hubble. Notons que c'est avec la valeur moyenne des mesures indépendantes, lorsqu'elles existent, que la base de données NASA/IPAC calcule le diamètre d'une galaxie et qu'en conséquence le diamètre de NGC 418 pourrait être d'environ 72,6 kpc (∼237 000 al) si on utilisait la distance de Hubble pour le calculer.
La classe de luminosité de NGC 418 est III et elle présente une large raie HI. Elle renferme également des régions d'hydrogène ionisé.

## Paire de galaxies
NGC 418 et IC 1637  forment une paire de galaxies. La distance de Hubble d'IC 1637 est de 85,42 ± 5,99 (∼). Étant donné les incertitudes des distances pour ces deux galaxies, il n'est pas impossible qu'elles forment une paire réelle.

## Supernova
La supernova SN 1982C a été découverte dans NGC 418 le 22 mars 1982 par l'astronome hongrois Miklós Lovas de l'observatoire Konkoly. Cette supernova était de type Ia.